# Jerry Reed
Jerry Reed Hubbard (Atlanta, 20 maart 1937 - Nashville, 31 augustus 2008) was een Amerikaanse countryzanger, gitarist, acteur en songwriter.

## Jeugd
Jerry Reed was het tweede kind van Robert en Cynthia Hubbard. Zijn ouders scheidden kort na zijn geboorte. Samen met zijn zus bracht hij zeven jaar door in weeshuizen en bij pleegouders. In 1944 trok hij in bij zijn moeder en stiefvader. Als leerling werkte hij mee bij verscheidene podiumvoorstellingen als acteur. Tijdens de high school begon hij met het schrijven van songs. Later ontmoette hij de muziekproducent Bill Lowery.

## Carrière
Reed speelde zijn songs in clubs en kreeg in 1955 een driejarig contract bij Capitol Records. In 1958 wisselde hij als gitarist en achtergrondzanger naar NRC Records. Tijdens deze jaren werkte hij samen met Joe South en Ray Stevens. Zijn echtgenote Priscilla Mitchell (1941-2014) was eveneens als achtergrondzangeres werkzaam bij NRC. Ze nam voor Mercury Records het duet Yes, Mr. Peters op met Roy Drusky.
In 1962 ging Reed naar Nashville en ontmoette daar Chet Atkins, zijn toekomstige mentor, die hem ontdekte als talent voor instrumentale composities. Atkins, een van de machtigste mannen in het countrycircuit, was verantwoordelijk voor de opnamen en artiesten van RCA en werkte onder andere samen met Elvis Presley, Jim Reeves, Waylon Jennings, Charley Pride, Hank Snow en The Everly Brothers. Atkins onderscheidde Reed ook als «Certified Guitar Player».
Uit het werk met RCA kwamen drie nummer 1-hits voort in de countryhitlijst: When You're Hot, You're Hot (1971), Lord, Mr. Ford (1973) en She Got the Goldmine (I Got the Shaft) (1982). Hij kreeg in 1971 en 1993 een Grammy Award voor de beste «Country-Instrumental-Performance». Zijn songs werden gecoverd door veel artiesten, waaronder Elvis Presley, Johnny Cash, Engelbert Humperdinck en Tom Jones. Zijn acteercarrière begon in 1975 met zijn debuutfilm W.W. and the Dixie Dancekings. Bekend werd hij door de rol van Cledus Snow in de drie Smokey and the Bandit-films aan de zijde van Burt Reynolds, Sally Field en Jackie Gleason. Hij schreef samen met Dick Feller ook de titelsong van de eerste film East Bound and Down, die in Reeds vertolking een nummer 2-hit werd in de countryhitlijst.
Eind 2004 trok Reed zich terug uit de showbusiness en trad vanaf dan slechts sporadisch op. In 2008 bracht hij het album The Gallant Few uit. Dit werk droeg hij op aan de Amerikaanse soldaten en veteranen, net als zijn vorige album Let's Git It On. Bovendien schonk hij de opbrengst van beide cd's aan een vereniging zonder winstoogmerk, die zich ook inzette voor de veteranen.

## Overlijden
Jerry Reed overleed op 31 augustus 2008 op 71-jarige leeftijd aan de gevolgen van longemfyseem in een ziekenhuis in Nashville. Hij liet zijn vrouw en twee dochters achter. Hij werd in september 2017 postuum opgenomen in de Country Music Hall of Fame.

## Discografie
- 1958–1960: NRC Jahre
- 1967: The Unbelievable Guitar and Voice of Jerry Reed
- 1968: Nashville Underground
- 1968: Alabama Wild Man
- 1969: Better Things in Life
- 1969: Explores Guitar Country
- 1970: Amos Moses
- 1970: Cookin’
- 1970: Georgia Sunshine
- 1970: Me and Jerry (m. Chet Atkins)
- 1970: Nashville Rambler
- 1971: When You're Hot, You're Hot
- 1971: Ko-Ko Joe
- 1972: Oh What A Woman
- 1972: Smell The Flowers
- 1972: Me And Chet (m. Chet Atkins)
- 1972: The Best
- 1972: Jerry Reed
- 1972: Hot A' Mighty
- 1973: Lord, Mr. Ford
- 1973: Tupelo Mississippi Flash
- 1973: Uptown Poker Club
- 1974: Good Woman’s Love
- 1974: Mind Your Love
- 1975: Red Hot Picker
- 1976: Both Barrels
- 1976: Rides Again
- 1977: Eastbound And Down
- 1978: Sweet Love Feelings
- 1979: Half Singin' and Half Pickin'
- 1979: Live At Exit Inn
- 1980: Sings Jim Croce
- 1980: Texas Bound And Flyin
- 1981: Dixie Dreams
- 1982: The Man With the Golden Thumb
- 1982: Bird
- 1983: Ready
- 1984: Greatest Hits
- 1984: My Best To You
- 1985: Collector's Series
- 1986: Lookin' At You
- 1989: Rockin' With The Guitar Man
- 1992: Sneakin' Around (m. Chet Atkins)
- 1994: Country Kicks
- 1995: Essential
- 1995: Flyin' High
- 1997: Golden Classics Edition
- 1999: Super Hits
- 1999: Guitar Man
- 1999: Pickin'
- 1999: Old Dogs With Friends
- 2000: Here I Am
- 2005: Jerry Reed Live, Still
- 2006: Let's Git It On
- 2008: The Gallant Few

## Filmografie
- 1975: W.W. and the Dixie Dancekings
- 1976: Gator
- 1977: Smokey and the Bandit
- 1978: High Ballin'
- 1979: Hot Stuff
- 1979: The Concrete Cowboys
- 1980: Smokey and the Bandit II
- 1983: The Survivors
- 1983: Smokey and the Bandit 3
- 1985: Stand Alone
- 1986: What Comes Around
- 1988: Bat 21
- 1998: The Waterboy

- Biblioteca Nacional de España: XX1516059
- Bibliothèque nationale de France: cb14823335q (data)
- Gemeinsame Normdatei: 134493443
- International Standard Name Identifier: 0000 0000 5938 5321
- Library of Congress Control Number: n92062302
- MusicBrainz: 44419ff2-0251-49ba-933b-b09733ff9adb
- National Archives and Records Administration: 10574121
- Nationale Bibliotheek van Tsjechië: xx0083378
- Nederlandse Thesaurus van Auteursnamen: 100442382
- Istituto Centrale per il Catalogo Unico: UBOV547083
- SNAC: w6334dsk
- Système universitaire de documentation: 24250325X
- Virtual International Authority File: 59350429